# Opistognathus solorensis
Opistognathus solorensis är en fiskart som beskrevs av Bleeker, 1853. Opistognathus solorensis ingår i släktet Opistognathus och familjen Opistognathidae. Inga underarter finns listade i Catalogue of Life.